# عين جربوع
عين جربوع هي قرية كبيرة تابعة لبلدية بابار ولاية خنشلة لكن في الاونة الاخيرة ازداد عدد سكانها بشكل ملحوض وهذا بسبب موقعها ومناخها البارد في فصل الصيف.
1. ↑  "معلومات عن عين جربوع (بلدية بابار) ولاية خنشلة". vitaminedz.com. مؤرشف من الأصل في 2024-01-30. اطلع عليه بتاريخ 2024-01-29.